# Aeroporto Internacional de Tocumen
O Aeroporto Internacional de Tocumen está localizado a 24 km da Cidade de Panamá, Panamá.
É o principal aeroporto do Panamá e é a sede da empresa aérea panamenha Copa Airlines. Também é um dos principais hub das Américas, por se localizar "no meio do caminho" entre a América do Norte e a América do Sul. Seu movimento em 2008 foi de 4.549.170 passageiros.

## Companhias Aéreas e Destinos
| Companhias            | Destinos |
| --------------------- | --- |
| Aeroméxico            | Cidade do México |
| Air Canada Rouge      | Toronto |
| Air Europa            | Madrid (Inicia em 25/02/19) |
| Air France            | Paris |
| American Airlines     | Dallas, Miami |
| Aruba Airlines        | Oranjestad |
| Avianca               | Bogotá, San José, San Salvador |
| Avianca Ecuador       | Bogotá |
| Aviateca              | San José |
| Avior Airlines        | Barcelona, Caracas, Valencia |
| Boliviana de Aviación | Miami, Santa Cruz |
| Condor Flugdienst     | Frankfurt, Santo Domingo |
| Copa Airlines (HUB)   | Aruba, Assunção, Barranquilla, Belize, Belo Horizonte, Bogotá, Boston, Brasília, Bridgetown, Bucaramanga, Buenos Aires, Cáli, Cancún, Caracas, Cartagena, Chicago, Chiclayo, Córdoba, Cúcuta, Curaçao, David, Denver, Fort Lauderdale, Georgetown, Guadalajara, Guatemala, Guaiaquil, Havana, Holguín, Iquitos, Kingston, Las Vegas, Liberia, Lima, Los Angeles, Manágua, Manaus, Maracaibo, Medellín, Mendoza, Cidade do México, Miami, Montego Bay, Monterrey, Montevidéu, Montreal, Nassau, Nova Iorque, Nova Orleans, Orlando, Pereira, Porto Príncipe, Port of Spain, Porto Alegre, Puebla, Punta Cana, Quito, Recife, Rio de Janeiro, Rosário, Salta, Salvador, San Andrés, San Diego, San Francisco, San José, San Juan, San Pedro Sula, San Salvador, Santa Clara, Santa Cruz de la Sierra, Santa Marta, Santiago de Chile, Santiago de los Caballeros, Santo Domingo, São Paulo, Sint Maarten, Tampa, Tegucigalpa, Toronto, Valencia, Villahermosa, Washington. |
| Conviasa              | Caracas |
| Cubana de Aviación    | Bogotá |
| Delta Airlines        | Atlanta |
| Iberia                | Bogotá, Cidade da Guatemala, Madrid, Manágua, San José, San Salvador, Tegucigalpa |
| KLM                   | Amsterdã |
| Laser Airlines        | Caracas |
| Lufthansa             | Frankfurt |
| SBA Airlines          | Caracas |
| Spirit Airlines       | Fort Lauderdale |
| TACA                  | San José, San Salvador |
| TAME                  | Guaiaquil, Quito |
| Turkish Airlines      | Istambul |
| Turpial Airlines      | Maracaibo, Porlamar, Valencia |
| United Airlines       | Houston, Nova York |
| Venezolana            | Caracas, Maracaibo |

## Cargas (Cias aéreas e destinos)
| Cia Aérea              | Destinos                                               |
| ---------------------- | ------------------------------------------------------ |
| ABX Air                | Miami, San José                                        |
| Air Contractors        | Aruba                                                  |
| Amerijet International | Kingston, Manágua, Miami, San Pedro Sula, San Salvador |
| Avianca Cargo          | Bogotá, Miami                                          |
| DHL Aero Expreso       | Miami, San José                                        |
| UPS Airlines           | Miami, San José                                        |